# 雷公连属
雷公连属（学名：Amydrium）是天南星科下的一个属，为攀援藤本植物。该属共有约5种，分布于東南亞、中國南部、印度、马来西亚，和新幾內亞。
該屬與其他同為龜背芋族的成員差別在於其每個子房內皆有兩個胚珠，種子成心型。本屬成員的葉片常有孔洞。

## 下属物种
本属包括以下物种：
- 穿心藤 Amydrium hainanense (H.Li, Y.Shiao & S.L.Tseng) H.Li：廣東、廣西、海南、雲南、越南
- Amydrium humile Schott：馬來半島、蘇門答臘
- Amydrium medium (Zoll. & Moritzi) Nicolson：緬甸、泰國、馬來半島、蘇門答臘、婆羅洲、爪哇、摩鹿加省、菲律賓
- 雷公连 Amydrium sinense (Engl.) H.Li：越南、廣西、貴州、四川、雲南
- 齐氏雷公连 Amydrium zippelianum (Schott) Nicolson：摩鹿加省、菲律賓、蘇拉維西、新幾內亞

归入本属的物种：
- Epipremnopsis hainanensis W.
- Epipremnopsis huegeliana Engl.